# Tapinotorquis
Tapinotorquis yamaskensis és una espècie d'aranya araneomorfa de la subfamília dels erigonins, dins de la família Linyphiidae. És l'únic membre del gènere monotípic Tapinotorquis.
Es poden trobar als Estats Units i el Canadà.
Fou descrit per primera vegada per  N. Dupérré i P. Paquin l'any 2007.